# Gojūon
|                 | a  | i  | u  | e  | o  |
| --------------- | -- | -- | -- | -- | -- |
| ∅               | あ | い | う | え | お |
| K               | か | き | く | け | こ |
| S               | さ | し | す | せ | そ |
| T               | た | ち | つ | て | と |
| N               | な | に | ぬ | ね | の |
| H               | は | ひ | ふ | へ | ほ |
| M               | ま | み | む | め | も |
| Y               | や | 𛀆 | ゆ | 𛀁 | よ |
| R               | ら | り | る | れ | ろ |
| W               | わ | ゐ | 𛄟 | ゑ | を |
| Kana aggiuntivo |    |    |    |    |    |
| ん              |    |    |    |    |    |

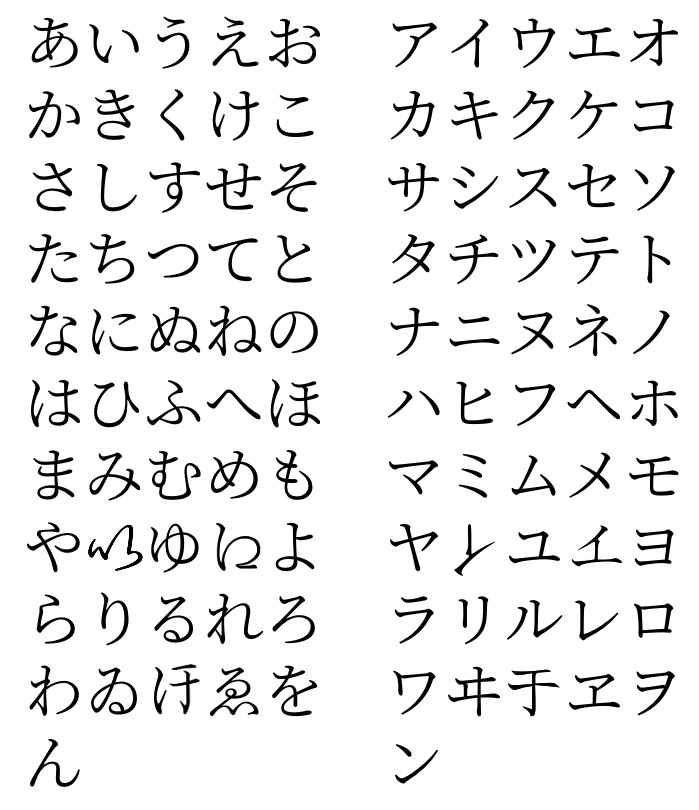
Immagini della tavola sillabica giapponese per hiragana e katakana.

Il gojūon o alfabeto sillabico giapponese è una tabella sistematica dell'alfabeto sillabico giapponese realizzata combinando cinque suoni disposti verticalmente (vocali) e dieci suoni disposti orizzontalmente. In pratica comprende 47 suoni come nella poesia “Iroha”, che veniva precedentemente utilizzata per ricordare l'alfabeto giapponese, in quanto le lettere "い","う" e "え" sono doppie, e il doppio sillabario della lingua giapponese che indica l'ordine dei kana (hiragana e katakana). Gojūon significa letteralmente “cinquanta (Gojū (五十)) suoni (on (音))”, anche se il sillabario, sotto forma di tabella 5 x 10 + 1, ne conta solo 48, due dei quali sono obsoleti (sono ormai utilizzati solo a scopo estetico).
Per formare tutti i suoni della lingua giapponese, bisogna aggiungere però anche la consonante "ん", i suoni sonori (が, ざ, だ, ば...), i suoni semisonori (ぱ...) e i suoni semivocalici (きゃ，きゅ，きょ，しゃ...).
Le lettere di questa tabella vengono usate per la disposizione di lemmi dei dizionari o degli elenchi e per gli indici analitici.

## Storia
Si ritiene che il Gojūon sia stato creato tra il 1004 e il 1028. L'ordine delle consonanti del gojūon è ispirato all'ordine delle consonanti del sanscrito. Iroha risale al 1079.